# Sophie Monk
Sophie Charlene Akland Monk, avstralska pop pevka, igralka, občasno fotomodel, * 14. december 1979.

## Življenjepis
Monkova se je rodila v Angliji, vendar so se s starši preselili v Avstralijo v Gold Coast, Queensland. Bila je članica ženske pop skupine Bardot, nato pa se posvetila solo karieri ter izdala svoj prvi album z naslovom Calendar Girl. Nastopila je v filmih, kot so Date Movie (2006), Click (2006) in Sex and Death 101 (2007).

## Kariera
Poklicno glasbeno kariero je začela leta 1999, ko se je odzvala na oglas, ki je zahteval dekleta z vokalom in plesnimi izkušnjami. Oglas je bil za avstralski televizijski šov Popstars, katerega namen je bil ustanovitev nove dekliške skupine. Po številnih krogih petja in plesa, je bila izbrana za članico skupine, ki se je imenovala Bardot. Kmalu po njihovem razpadu, se je začela posvečati solo karieri.
V letu 2002 Monk podpisal pogodbo z Warner Music in začela delati na solo albumu. Prvi singel »Inside Outside« je izšel oktobra 2002 in je dosegel peto mesto v Avstraliji. Naslednji single »Get the Music On« je izšel marca 2003 in je dosegel 10. mesto v Avstraliji. Monk izdala svoj prvi album Calendar Girl maja 2003 in dosegla 35. mesto v Avstraliji. Tretji in zadnji single »One Breath Away« je izšel juliju 2003 in je dosegla 23. mesto v Avstraliji.
Monkova se je ustalila v Hollywoodu, čeprav je bila večina njenih vlog razmeroma majhnih. Februarja 2006 je zaigrala v svojem prvencu, v katerem je prevzela vlogo spogledljive in zapeljive poročne priče Andy v komediji Date Movie. Junija 2006 je dobila manjšo vlogo v filmu Click (zgodba o univerzalnem daljinskem upravljalniku), kjer igra spogledljivo tajnico Stacey. Juliju 2007 Monk igrala svojo prvo ameriško vlogo v seriji komedija Entourage. Istega leta se je pojavil v temni komediji Sex and Death 101. Monk igrala vlogo antagonista imenom Mason v filmu Spring Breakdown. To je bil posnet leta 2006 in izdal na DVD-ju v letu 2009.

## Diskografija

### Albumi
- Bardot (2000) (z Bardot)
- Play It Like That (2001) (z Bardot)
- Calendar Girl (2003)

### Singli
- Inside Outside (2002)
- Get the Music On (2003)
- One Breath Away (2003)

## Filmografija

### Filmi
| Leto | Film                            | Vloga          | Opombe                |
| ---- | ------------------------------- | -------------- | --------------------- |
| 2004 | The Mystery of Natalie Wood     | Marilyn Monroe | Narejen za TV         |
| 2005 | Pool Guys                       | Janet          | Narejen za TV         |
| 2005 | London                          | Lauren         | Dobiček: $20,361      |
| 2006 | Date Movie                      | Andy           | Dobiček: $84,795,656  |
| 2006 | Click                           | Stacey         | Dobiček: $237,681,299 |
| 2008 | Sex and Death 101               | Cynthia Rose   | Na DVD-ju             |
| 2009 | Spring Breakdown                | Mason          | Na DVD-ju             |
| 2009 | The Hills Run Red               | Alexa          | Na DVD-ju             |
| 2010 | Spring Break '83                | Brittany       | Še ni izdan           |
| 2010 | Murder World                    | Brooke         | Končan                |
| 2010 | The Legend of Awesomest Maximus | Princess Ellen | Post-Produkcija       |
| 2010 | Hard Breakers                   | Lindsay Greene | Post-Produkcija       |

### Televizija
| Leto | Naslov                        | Vloga             | Opombe                                        |
| ---- | ----------------------------- | ----------------- | --------------------------------------------- |
| 2000 | Popstars                      | sama              | Zmagovalka prve serije                        |
| 2007 | Entourage                     | Juliette          | Pojavila se je v prvi epizodi The Day Fuckers |
| 2010 | Gateway                       | sama / novinarka  | 6 epizod                                      |
| 2011 | Talkin' 'Bout Your Generation | sama / tekmovalka | 1 epizoda                                     |
| 2012 | The Choice                    | sama / tekmovalka | 1 epizoda                                     |

### Videospoti
| Leto | Videospot | Izvajalec | Vloga         |
| ---- | --------- | --------- | ------------- |
| 2004 | "Always"  | Blink-182 | Love Interest |